# Zbigniew Kasprzak (rysownik)
Zbigniew Kasprzak (ur. 31 marca 1955 w Krakowie) − polski rysownik komiksów. Od początku lat 90. XX w. mieszka w Belgii, gdzie tworzy pod pseudonimem Kas. Jest współautorem serii komiksowych Yans oraz Halloween Blues, obecnie współpracuje z wydawnictwem Le Lombard.

## Życiorys
Absolwent krakowskiej Akademii Sztuk Pięknych. Swój kontakt z komiksem zaczął od wygrania konkursu zorganizowanego przez magazyn "Relax".
W Polsce tworzył głównie komiksy fantastyczno-naukowe oraz historyczne, które były publikowane przez wydawnictwo Sport i Turystyka. Jest też autorem rysunków do krótkich komiksów traktujących o słynnych podróżnikach, zawartych w antologiach wydanych przez Krajową Agencję Wydawniczą w latach 80. XX wieku.
W 1988 roku Zbigniew Kasprzak został zaproszony wraz z innymi polskimi rysownikami komiksów (m.in. Tadeuszem Baranowskim, Bogusławem Polchem, Jerzym Skarżyńskim) na festiwal komiksowy w Sierre, gdzie brali udział w wystawie polskich komiksów. Tam też Grzegorz Rosiński zaproponował Kasprzakowi przejęcie serii Yans.
W 1992 roku Kasprzak wyjechał do Brukseli na zaproszenie Rosińskiego, z którym wspólnie narysował piąty album serii Yans zatytułowany Prawo Ardelii. Przyjął pseudonim Kas, który był łatwiejszy dla Belgów, niż jego prawdzie nazwisko. Rosiński w kolejnych latach skupił się na rysowaniu serii Thorgal, a Kasprzak przejął Yansa i przeniósł się na stałe do Belgii. Rysował tę serię aż do albumu 12 Kraina otchłani wydanego w 2000 roku, po którym wydawnictwo Le Lombard zawiesiło cykl ze względu na malejące zainteresowanie czytelników.
W 1994 Kasprzak, wraz ze scenarzystą Branem McLeodem, stworzył dwuodcinkową serię Podróżnicy (Les Voyageurs), której akcja toczy się na bezdrożach Kanady w XIX wieku. Głównymi bohaterami są Indianie i traperzy handlujący skórami. Jak sam twierdzi, rozpoczęcie tej współpracy było spowodowane przesytem science-fiction. Pierwotnie twórcy planowali trzy albumy, jednakże w wyniku presji wydawcy związanej z innymi seriami tworzonymi przez „Kasa” projekt zakończył się na drugim odcinku.
W latach 2003–2009 tworzył liczącą 7 albumów serię Halloween Blues, autorem scenariusza był pochodzący z Belgii Mythic (właśc. Jean-Claude Smit-le-Bénédicte). W Polsce seria ukazała się w formie jednotomowego wydania zbiorczego nakładem Egmont Polska. W latach 2011 i 2014 opublikował dwie części komiksu Dziewczyna z Panamy (scenariusz Laurent Galandon), w 2019 komiks Bez twarzy (scenariusz Pierre Dubois).

## Rodzina
Grażyna Fołtyn-Kasprzak, żona Zbigniewa, z wykształcenia scenograf, pracuje jako kolorystka komiksów używając pseudonimu Graza. Zajmuje się kolorowaniem komiksów męża i wielu innych artystów (w tym serii Thorgal Rosińskiego i Jeana Van Hamme'a).

### Komiksy stworzone w Polsce
- Bogowie z gwiazdozbioru Aquariusa 1 – (Sport i Turystyka 1985)
- Hipotezy – scen. Wiesława Wierzchowska
  1. Zagłada Atlantydy 1 – (Sport i Turystyka 1986)
  2. Zagłada Atlantydy 2 – (Sport i Turystyka 1986)
- Gość z kosmosu – (Sport i Turystyka 1986)
- Zbuntowana – (Sport i Turystyka 1986)
- Bogowie z gwiazdozbioru Aquariusa 2 – (Sport i Turystyka 1987)
- Wielkie wyprawy – (KAW 1990) scen. Stefan Weinfeld, wydanie zbiorcze trzech historii:
  1. Krzysztof Kolumb i odkrycie nowego świata – wydany w albumie Fortuna Amelii (KAW 1986)
  2. Podróże Jamesa Cooka – wydany w albumie Bambi (KAW 1987)
  3. Magellana okrążenie świata – wydany w albumie Wygnaniec (KAW 1988)

### Podróżnicy
Scenarzystą serii jest Bran McLeod.
1. Athabasca – (Le Lombard 1995, Egmont Polska 2003)
2. Grizzli – (Le Lombard 1997, Egmont Polska 2003)

### Yans
Zbigniew Kasprzak przejął rysowanie serii w 1990 roku od Grzegorza Rosińskiego, album 5 Prawo Ardelii narysowali wspólnie. Scenariusze do wszystkich albumów stworzył André-Paul Duchâteau.
1. Prawo Ardelii (La Loi d'Ardelia, Le Lombard 1990, Komiks-Fantastyka 1990, Egmont Polska 2006)
2. Planeta czarów (La Planete aux Sortileges, Le Lombard 1992, Świat komiksu 1998, Egmont Polska 2004)
3. Dzieci nieskończoności (Les enfants de l'infini, Le Lombard 1994, Egmont Polska 2001)
4. Oblicze potwora (Le visage du monstre, Le Lombard 1996, Egmont Polska 2001)
5. Księżniczka Ultis (La Princesse d'Ultis, Le Lombard 1997, Egmont Polska 2001)
6. Tęczowa plaga (Le péril arc-en-ciel, Le Lombard 1998, Egmont Polska 2002)
7. Tajemnica czasu (Le secret du temps, Le Lombard 1999, Egmont Polska 2002)
8. Kraina otchłani (Le pays des abysses, Le Lombard 2000, Egmont Polska 2003)

### Rebelles
1. Spadająca gwiazda – Marilyn Monroe (Shooting Star Marilyn Monroe[8], Casterman 2006; Ongrys 2011) − scen. Maryse Charles i Jean-François Charles[8]

### Halloween Blues
Scenarzystą serii jest Belg Jean-Claude Smit-le-Bénédicte tworzący pod pseudonimem Mythic.
1. Przepowiednie (Prémonitions, Le Lombard 2003; Egmont Polska 2003 i 2009)
2. Piszę do Ciebie z Gettysburga (Je vous écris de Gettysburg, Le Lombard 2004; Egmont Polska 2004 i 2009)
3. Jak dwie krople wody (Souvenirs d'une autre, Le Lombard 2005; Egmont Polska 2009)
4. Nowe życie (Points de chute, Le Lombard 2006; Egmont Polska 2009)
5. Zagubione litery (Lettres perdues, Le Lombard 2007; Egmont Polska 2009)
6. Sweet Loreena (Sweet Loreena, Le Lombard 2008; Egmont Polska 2009)
7. Remake (Remake, Le Lombard 2009; Egmont Polska 2009)